# Orthops basalis

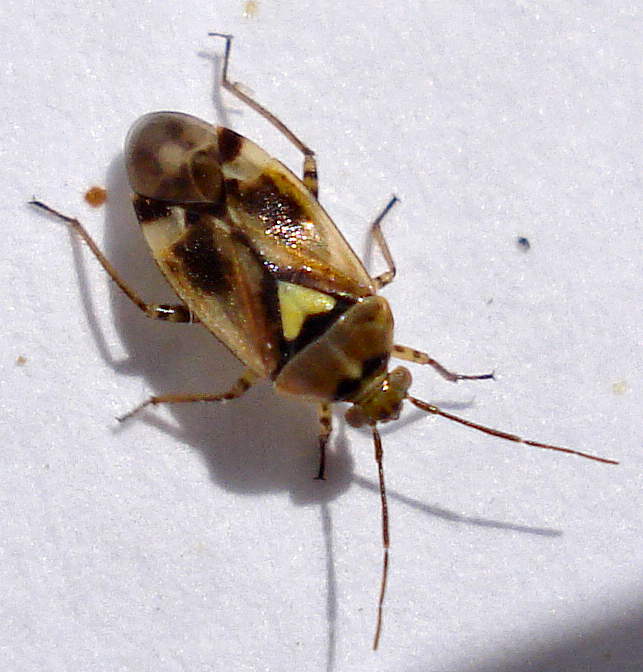
Orthops basalis

Orthops basalis ist eine Wanzenart aus der Familie der Weichwanzen (Miridae).

## Merkmale
Die Wanzen werden 4,0 bis 5,2 Millimeter lang. Die Arten der Gattung Orthops haben dunkle Fühler. Sie können manchmal nicht anhand der äußeren Merkmale sicher bestimmt werden. Orthops basalis hat nie eine grüne Färbung oder einen grünen Stich wie Orthops campestris. Sie ist größer und hat einen langgestreckteren, häufig stärker dunkel gemusterten Körper. Die Männchen tragen häufig drei blasse Punkte auf dem Schildchen (Scutellum). Von der sehr ähnlichen Art Orthops kalmii kann man die Art anhand dem dritten Fühlerglied unterscheiden, das ziemlich lang ist und nur wenig kürzer ist als die Breite des Kopfes. Die Nymphen sind grün.

## Vorkommen und Lebensraum
Die Art ist in ganz Europa und im westlichen Nordafrika sowie östlich bis Sibirien und nach Zentralasien verbreitet. Sie wurde durch den Menschen möglicherweise auch in Nordamerika eingeschleppt, dabei handelt es sich möglicherweise aber um eine ähnliche Art. In Deutschland und Österreich ist sie weit verbreitet und häufig. Da die Art leicht mit Orthops kalmii verwechselt werden kann, sind ältere Nachweise meist unsicher. Besiedelt werden offene, trockene, warme wie auch feuchte, schattige Lebensräume.

## Lebensweise
Die Wanzen leben an verschiedenen Doldenblütlern (Apiaceae) und zeigen keine Spezialisierung auf bestimmte Gattungen. Sowohl die Nymphen, als auch die adulten Wanzen sitzen häufig auf den Blüten, insbesondere an den Stängeln direkt unterhalb der Einzelblüten. Dort saugen sie an den unreifen Reproduktionsorganen. Die Weibchen legen ihre Eier im Frühjahr an jungen Blättern ihrer Wirtspflanzen ab. Die Nymphen treten ab Mai auf, die adulten Wanzen ab Juni oder Juli und können bis Oktober und November auf den Pflanzen beobachtet werden. Sie überwintern in der Streu oder unter Rindenschuppen von Laub- und Nadelbäumen.

## Belege